# Osidda
Osidda (sardinsky: Osìdde) je italská obec (comune) v provincii Nuoro v regionu Sardinie. Nachází se ve výšce 650 metrů nad mořem a má 217 obyvatel. Rozloha obce je 25,68 km².